# Bandad skulderbock
Bandad skulderbock (Pachyta lamed) är en skalbagge i familjen långhorningar som lever i äldre barrskogar.

## Kännetecken
Bandad skulderbock blir 11-22 millimeter lång. Honor och hanar kan skiljas åt på storleken och färgteckningen, honorna är större än hanarna och har oftast gulbruna täckvingar med mörka teckningar medan de mindre hanarna oftast har nötbruna täckvingar utan teckningar. Det finns dock honor som har enfärgade mörkt bruna eller svarta täckvingar, men de är mer sällsynta än den gulbruna varianten. De mörka teckningarna på täckvingarna hos de gulbruna honorna bildar fyra fläckar, två på varje täckvinge, en på den främre hälften och en på den bakre hälften. De främre fläckarna går snett över täckvingen. De bakre fläckarna är svagt bågformade. En annan sak som skiljer hanen från honan är antennerna, på så vis att hanen har längre antenner än honan. 

### Larv
Den bandade skulderbockens larv kan nå en längd på 28 millimeter som fullväxt. Larven har brun huvudkapsel, tre par synliga ben och en tydlig kitintagg vid bakändan.

## Utbredning
Bandad skulderbock förekommer från Mellaneuropa, Bulgarien och Rumänien till Ryssland, österut till Sibirien. Arten finns även i delar av Nordamerika. I Sverige finns den över nästan hela landet (saknas i de sydligaste delarna, Skåne) och även i Norge är den utbredd över nästan hela landet (saknas i Vestlandet). I Finland är arten utbredd över hela landet. Den har däremot endast påträffats någon enstaka gång i Danmark.
Även om arten har en vid utbredning är den inte speciellt allmän, utan förekomsten är som regel gles och sparsam. Den är inte betraktad som hotad, men det antas att arten kan minska på grund av försämrade habitatbetingelser.

## Levnadssätt
Bandad skulderbock lever i äldre barrskogar. Larverna utvecklas i nyligen döda rötter av gran och tall. Det tar tre till fyra år för larverna att bli fullväxta. De mindre larverna gnager under barken på rötter som är en till tre centimeter i diameter. När larverna blir större börjar de gnaga även i ytveden och de gnager troligen även på rötternas bark. Förpuppningen sker några centimeter ner i marken, med början i slutet av maj. Vid mitten av juni har alla larver som är redo för det förpuppat sig. 
De fullbildade skalbaggarna börjar komma fram i juni och kan ses till augusti. Skalbaggarna kan under soliga dagar ses krypa på unga granar eller tallar och ibland hittas de även på blommor, främst strätta och älggräs. 
Arten hör till de skalbaggar som verkar lockas till områden där skogsbränder inträffat. Naturskogar med ett barrträdsbestånd i varierande ålder och där naturliga bränder tillåts är därför en bra livsmiljö för arten. I rationellt skött kulturskog har arten troligen svårare att klara sig, då en större del av träden är i samma ålder och tillgången på döda träd och därmed nyligen döda rötter är sämre.